# A.mar, donde el amor teje sus redes
A.mar, donde el amor teje sus redes est une telenovela mexicaine produite par Televisa et diffusée entre le 10 février 2025 et le 13 juin 2025 sur Las Estrellas,.

## Synopsis
Après le meurtre de son père, Estrella, mère célibataire, est contrainte de retourner dans le village de pêcheurs où elle est née. Là, elle fait la rencontre de Fabián, un pêcheur veuf qui lutte pour récupérer la garde de sa fille adolescente. Alors qu’un amour naissant les rapproche, Estrella et Fabián devront affronter de nombreux obstacles, surmonter les blessures du passé et protéger leurs familles, dans l’espoir de construire ensemble un avenir meilleur.

## Distribution
- Eva Cedeño : Estrella Contreras
- David Zepeda : Fabián Bravo
- Laura Carmine : Érika
- Víctor González : Sergio
- Ana Martín : Mercedes
- Sergio Reynoso : Gonzalo
- Pedro Moreno : Gabriel
- Sofía Olea : Marina
- Diana Haro : Perla
- Gaby Mellado : Brisa
- Ramsés Alemán : Valentín
- Lalo Palacios : Pascual
- Andrés Vázquez : Oliver
- Karla Gaytán : Yazmín
- David Ulloa : Xavier
- Fabiola Andere : Adriana
- Diego de Erice : Nicolás
- Eugenia Cauduro : Gertrudis
- Juan Carlos Barreto : Ulises
- Claudia Troyo : Teresita
- José Montini : Nemesio
- Camille Mina : Azul
- Sebastián Guevara : Iker
- Jonnathan Kuri : Juanjo
- Martín Brek : Porfirio
- Irantzu Herrero : Beatriz
- Martín Rojas : Tiburón
- Gaby Ramírez : Matilde
- Olivia Collins : Rosalba
- Juan Carlos Barreto : Ulises Contreras
- Martín Rojas : Jacinto López "Tiburón"
- Irantzu Herrero : Beatriz Espinoza Brizuela
- Andrea Portugal : Laura de Bravo
- Arturo Vázquez : Víctor

## Production

### Développement
Le 9 août 2024, Ignacio Sada Madero a a été nommé producteur exécutif du remake de la télénovela chilienne Amar profundo (2021), succédant à Nicandro Díaz González, décédé en mars 2024,. Quelques jours plus tard, Eva Cedeño et David Zepeda ont été confirmés dans les rôles principaux. Entre la fin du mois d’août et le début du mois de septembre, Ignacio Sada Madero a révélé progressivement la distribution et les personnages via ses réseaux sociaux. Le tournage a débuté le 7 octobre 2024,.

## Diffusion
- Las Estrellas (2025)

## Autres versions
- Amar profundo (Mega, 2021-2022)